# Plymouth (Californië)
Plymouth is een plaats in Amador County in de VS met 980 inwoners. De stad heette oorspronkelijk Pokerville, aangezien ze ontstond in de tijd van de 'Gold Rush'.

## Geografie
Het heeft een totale oppervlakte van 2,4 km² (0,9 mijl²) waarvan 2,4 km² (0,9 mijl²) land is en 1.08% water is.

## Demografie
Volgens de census van 2000 bedroeg de bevolkingsdichtheid 411,3/km² (1.060,6/mijl²) en bedroeg het totale bevolkingsaantal 980 als volgt onderverdeeld naar etniciteit:
- 90,51% blanken
- 0,20% zwarten of Afrikaanse Amerikanen
- 2,24% inheemse Amerikanen
- 1,12% Aziaten
- 1,43% andere
- 4,49% twee of meer rassen
- 5,10% Spaans of Latino

Er waren 392 gezinnen en 272 families in Plymouth. De gemiddelde gezinsgrootte bedroeg 2,50.

## Plaatsen in de nabije omgeving
De onderstaande figuur toont nabijgelegen plaatsen in een straal van 24 km rond Plymouth.